# Dan Primoža Trubarja
Dan Primoža Trubarja je slovenski državni praznik, ki se ga praznuje 8. junija, vendar ni dela prost dan.
Praznik je namenjen obeležitvi osrednje osebnosti slovenskega protestantizma v 16. stoletju in hkrati najpomembnejše osebnosti v razvijanju temeljev za oblikovanje slovenskega naroda Primoža Trubarja, ki naj bi se po določenih virih rodil 8. junija 1508.
Sprejet je bil leta 2010 na posredno pobudo tržaškega pisatelja Borisa Pahorja.